# Иванников, Михаил Дмитриевич
Михаил Дмитриевич Иванников (1904—1968) — русский писатель-эмигрант, югославский кинооператор, один из основоположников сербского и югославского кинематографа и телевидения, среди работ которого особо выделяется тема Второй мировой войны.

## Биография
Семья Иванникова в 1920 году эмигрировала в Константинополь, затем в Белград, а в 1922 в Чехословакию. Окончил там русскую гимназию, был студентом сельскохозяйственного факультета университета Брно, юридического факультета Пражского университета. Некоторое время жил в маленьком православном монастыре в Словакии в Ладомирове, затем занимался в богословских институтах Русской православной церкви в Париже (1926—1928) и Белграде. Не получил диплома о высшем образовании и жил случайными заработками.
Литературой начал заниматься в пражской группе «Скит», позже в Белграде входил в объединения «Книжный кружок», «Литературная среда» и «Союз русских писателей и журналистов». Дебютировал в 1931 году в парижской газете «Последние новости» рассказом о кошке «Лорд». В 1936—1938 годах писал фельетоны для белградской газеты «Русское дело». Стилистику его произведений часто сравнивали с манерой Ивана Бунина, Владимира Набокова, а позже с прозой Александра Солженицына, что по мнению литературоведов связано с приверженностью к «полифонической прозе».
В 1930-е годы работал кинооператором на студиях «Югославское учебное кино» и «Артистик кино». В Белграде был дружен с поэтессой Екатериной Таубер. В 1937 году женился на поэтессе Лидии Алексеевой, которая покинула Югославию в октябре 1944 году. В годы Второй мировой войны был занят в немецкой кинофирме, снимал «протокольное кино». Перешёл на сторону Народно-освободительной армии Югославии, в качестве оператора работал в киносекции при Верховном штабе НОАЮ. Осуществил съёмку многочисленных репортажей о важных событиях Народно-освободительной войны, а также проводил учебно-практические курсы съёмок для кинооператоров-журналистов. Сербские исследователи сравнивают вклад Иванникова в фиксацию многообразных событий и людей периода войны, с работами другого русского эмигранта — фотографа Жоржа (Георгия) Скрыгина, который также находился в среди подразделений НОАЮ:
Жорж Скрыгин и Михаил Иванников — редкие художники, которые создавали свои новые произведения именно в рамках движения Сопротивления. Но тогда они даже не подозревали, что войдут в первый ряд мастеров сербской фотографии и кино и что их достижения военного периода продолжат жить и после Второй мировой войны как бесценная часть сербской культуры.
После войны работал оператором сначала на киностудиях, а с 1953 года на югославском телевидении, стал ведущим оператором Белградского телевидения. Снял 138 кинорепортажей, 16 документальных фильмов, 2 художественных фильма в качестве кинооператора, а создал один сценарий и поставил 2 фильма как режиссёр, что, по мнению сербских исследователей, выдвигает его как одного из «патриархов сербской и югославской кинематографии». Умер в 1968 году, похоронен на Новом кладбище в Белграде.
По мнению критики, Иванников является талантливым прозаиком, а его произведения свидетельствуют о незаурядном писательском мастерстве:  

Наследие Иванникова состоит из восьми прозаических произведений различного объёма, свидетельствующих о незаурядном таланте. <…> Внимание Иванникова привлекает человек, его внутренний мир, мысли и чувства. <…> Иванников был приверженцем И. Бунина, А. Чехова и Л. Толстого, к Ф. Достоевскому он относился сдержанно. Иванников всегда придавал большое значение как раскрытию человеческой психологии, так и выбору повествовательных средств и стремился подчеркнуть смысл написанного самим ритмом повествования.
— Вольфганг Казак